# Il loto blu
Il loto blu (Le Lotus bleu) è il quinto albo della serie a fumetti Le avventure di Tintin creata dal fumettista belga Hergé. Fu la prima per la quale l'autore si documentò in maniera esaustiva in modo da liberarsi da pregiudizi e stereotipi presenti invece nelle storie precedenti.
L'album è stato pubblicato in Giappone solo nel 1993 e per molti anni il governo della Repubblica Popolare Cinese proibì la pubblicazione dell'album che riuscì ad essere pubblicato in Cina solo nel 1984.
È stato inserito nella lista dei I 100 libri del secolo dal quotidiano Le Monde.

## Storia editoriale
Quando Hergé annunciò che la successiva avventura di Tintin si sarebbe svolta in Cina, il cappellano degli studenti cinesi dell'Università di Lovanio, padre Gosset, scrisse a Hergé chiedendogli maggiore sensibilità rispetto alla Cina. Hergé accettò e così il cappellano gli presentò Zhang Chogren (1907–1998), studente cinese dell'accademia di Belle Arti di Bruxelles. I due divennero presto amici e lo studente cinese introdusse Hergé alla cultura cinese. Il risultato fu un interesse di Hergé verso le culture dei paesi visitati da Tintin.
La storia venne pubblicata settimanalmente sul periodico Le Petit Vingtième dal 1934 al 1935 e raccolto in albo la prima volta nel 1936. Successivamente, nel 1946, venne completamente ridisegnata per renderla stilisticamente omogenea con le nuove storie che venivano pubblicate in albi a colori di 48 pagine con una gabbia a dodici vignette invece che a sei come venivano prima disegnate da Hergé. Il loto blu è la seconda parte della storia iniziata nell'album precedente I sigari del faraone, anche se può comunque essere letta in forma indipendente.
La storia si svolge principalmente in Cina, nella città di Shanghai. Il titolo dell'album deriva dal nome fittizio di fumeria d'oppio nella stessa città. La sua amicizia con lo Zhang portò Hergé a riflettere sui problemi del colonialismo, Tintin è testimone dell'attentato ferroviario nella Manchuria del Sud, che servì da pretesto al Giappone per occupare la Cina. in particolare si preoccupò dell'occupazione giapponese in Cina: Il loto blu contiene un chiaro messaggio anti-colonialista in netto contrasto con l'opinione occidentale favorevole al colonialismo giapponese.

## Trama
Tintin insegue un'organizzazione internazionale di trafficanti di droga per tutto il Medio Oriente e l'India. Riesce a catturarne tutti i componenti tranne il capo, la cui identità rimane ignota. Tintin, ospite dal maharaja di Rawhajpurtalah, un immaginario stato indiano, riceve la visita di un cinese che ha per lui certe informazioni, ma prima che possa parlare viene colpito da una freccia che lo fa impazzire, riuscendo a pronunciare solo due parole: il nome della città di Shanghai e il nome di un uomo, Mitsuhirato. Tintin allora parte verso Shanghai e incontra Mitsuhirato, che è l'ambasciatore del Giappone in città, che gli rivela che il maharajà corre un grave pericolo. Tintin è oggetto di una serie di misteriosi attentati dai quali esce vivo in maniera altrettanto misteriosa. Seguendo le raccomandazioni di Mitsuhirato, si imbarca per Bombay dove viene sequestrato e portato a casa di Wang Jen-Ghié, capo della società segreta "I figli del Dragone", il quale offre aiuto a Tintin per disfarsi della rete di trafficanti di oppio e nella quale è coinvolto anche Mitsuhirato. Nel tentativo di spiare questi trafficanti, Tintin è testimone di un sabotaggio della linea ferroviaria realizzato per ordine dei servizi segreti giapponesi così da poter incolpare i cinesi e aver un pretesto per invadere il paese. Viene catturato da Mitshuirato che cerca di avvelenarlo ma riesce a scappare. Durante il viaggio fa amicizia con un giovane cinese, Tchang Tchong-Jen, con il quale arriva a Hou-Kou. Le autorità hanno messo sulle sue tracce Dupont e Dupond che come al solito non riescono a trattenerlo, Tchang e Tintin scoprono che Fan Se-Yeng è nelle mani di Mitshuirato e perciò ritornano a Shanghai per liberarlo.